# Фуросемид
Фуросемид — лекарственное средство, диуретик.

## Лекарственная форма
Гранулы для приготовления суспензии для приема внутрь (для детей), раствор для внутривенного и внутримышечного введения, таблетки.

## Фармакологическое действие
«Петлевой» диуретик; вызывает быстро наступающий, сильный и кратковременный диурез. Обладает натрийуретическим и хлоруретическим эффектами, увеличивает выведение K+, Ca2+, Mg2+. Проникая в просвет почечного канальца в толстом сегменте восходящего колена петли Генле, блокирует реабсорбцию Na+ и Cl−. Вследствие увеличения выделения Na+ происходит вторичное (опосредованное осмотически связанной водой) усиленное выведение воды и увеличение секреции K+ в дистальной части почечного канальца. Одновременно увеличивается выведение Ca2+ и Mg2+. Обладает вторичными эффектами, обусловленными высвобождением внутрипочечных медиаторов и перераспределением внутрипочечного кровотока. На фоне курсового лечения не происходит ослабления эффекта. При сердечной недостаточности быстро приводит к снижению преднагрузки на сердце посредством расширения крупных вен. Оказывает гипотензивное действие вследствие увеличения выведения NaCl и снижения реакции гладкой мускулатуры сосудов на вазоконстрикторные воздействия и в результате уменьшения объёма циркулирующей крови . Действие фуросемида после внутривенного введения наступает через 5—10 мин; после приёма внутрь — через 30—60 мин, максимум действия — через 1—2 ч, продолжительность эффекта — 2—3 ч (при сниженной функции почек — до 8 ч). В период действия выведение Na+ значительно возрастает, однако после его прекращения скорость выведения уменьшается ниже исходного уровня (синдром «рикошета», или «отмены»). Феномен обусловлен резкой активацией ренин-ангиотензинового и других антинатрийуретических нейрогуморальных звеньев регуляции в ответ на массивный диурез; стимулирует аргинин-вазопрессиновую и симпатическую системы. Уменьшает уровень предсердного натрийуретического фактора в плазме, вызывает вазоконстрикцию. Вследствие феномена «рикошета» при приёме 1 раз в сутки может не оказать существенного влияния на суточное выведение Na+ и артериальное давление.

## Фармакокинетика
Абсорбция — высокая, TCmax при приёме внутрь — 1—2 ч, при внутривенном введении — 30 мин. Остальные фармакокинетические параметры при внутривенном введении и приёме внутрь совпадают. Биодоступность — 60—70 %. Относительный объём распределения — 0,2 л/кг. Связь с белками плазмы — 98 %. Проникает через плацентарный барьер, выделяется с грудным молоком. Метаболизируется в печени с образованием 4-хлор-5-сульфамоилантраниловой кислоты. Секретируется в просвет почечных канальцев через существующую в проксимальном отделе нефрона систему транспорта анионов. T½ = 0,5—1 ч. Выводится преимущественно (88 %) почками в неизмененном виде и в виде метаболитов; с калом — 12 %. Клиренс — 1,5—3 мл/(мин·кг).

## Показания
Отечный синдром при ХСН II—III ст., циррозе печени, болезнях почек (в том числе на фоне нефротического синдрома); острая сердечная недостаточность (отёк лёгких), отек головного мозга, гипертонический криз (самостоятельно или в сочетании с другими гипотензивными лекарственными средствами), артериальная гипертензия (тяжелое течение), гиперкальциемия; проведение форсированного диуреза при отравлениях химическими соединениями, выводящимися почками в неизмененном виде; эклампсия.

## Противопоказания
Гиперчувствительность, острая почечная недостаточность с анурией (величина клубочковой фильтрации менее 3-5 мл/мин), тяжелая печеночная недостаточность, печеночная кома и прекома, стеноз мочеиспускательного канала, острый гломерулонефрит, обструкция мочевыводящих путей камнем, прекоматозные состояния, гипергликемическая кома, гиперурикемия, подагра, декомпенсированный митральный или аортальный стеноз, ГОКМП, повышение центрального венозного давления (свыше 10 мм рт. ст.), артериальная гипотензия, острый инфаркт миокарда, панкреатит, нарушение водно-электролитного обмена (гиповолемия, гипонатриемия, гипокалиемия, гипохлоремия, гипокальциемия, гипомагниемия), дигиталисная интоксикация.
C осторожностью. Гиперплазия предстательной железы, СКВ, гипопротеинемия (риск развития ототоксичности), сахарный диабет (снижение толерантности к глюкозе), стенозирующий атеросклероз церебральных артерий, беременность (особенно первая половина, возможно применение по жизненным показаниям), период лактации.

## Режим дозирования
Внутривенно (редко внутримышечно), парентеральное введение целесообразно осуществлять в тех случаях, когда нет возможности принимать его внутрь — в ургентных ситуациях либо при резко выраженном отёчном синдроме. Отёчный синдром: начальная доза — 40 мг. Внутривенно введение проводят в течение 1—2 мин; при отсутствии диуретического ответа каждые 2 ч вводят в увеличенной на 50 % дозе до достижения адекватного диуреза. Средняя суточная доза для внутривенного введения у детей — 0,5—1,5 мг/кг, максимальная — 6 мг/кг. Больным со сниженной клубочковой фильтрацией и низким диуретическим ответом назначают в бо́льших дозах — 1—1,5 г. Максимальная разовая доза — 2 г. Внутрь, утром, до еды, средняя разовая начальная доза — 20—80 мг; при отсутствии диуретического ответа дозу увеличивают на 20—40 мг через каждые 6—8 ч до получения адекватного диуретического ответа. Разовая доза при необходимости может быть увеличена до 600 мг и более (требуется при снижении величины клубочковой фильтрации и гипопротеинемии). При артериальной гипертензии назначают 20—40 мг, при отсутствии достаточного снижения артериального давления к лечению необходимо присоединить другие гипотензивные лекарственные средства. При добавлении фуросемида к уже назначенным гипотензивным лекарственным средствам их доза должна быть уменьшена в 2 раза. Начальная разовая доза у детей составляет 2 мг/кг, максимальная — 6 мг/кг.

## Побочные эффекты
Со стороны сердечно-сосудистой системы
Снижение артериального давления, ортостатическая гипотензия, коллапс, тахикардия, аритмии, снижение объёма циркулирующей крови.
Со стороны нервной системы
Головокружение, головная боль, миастения, судороги икроножных мышц (тетания), парестезии, апатия, адинамия, слабость, вялость, сонливость, спутанность сознания.
Со стороны органов чувств
Нарушения зрения и слуха (оно ототоксично).
Со стороны пищеварительной системы
Снижение аппетита, анорексия, сухость во рту, жажда, тошнота, рвота, запоры или диарея, холестатическая желтуха, панкреатит (обострение).
Со стороны мочеполовой системы
Олигурия, острая задержка мочи (у больных с гипертрофией предстательной железы), интерстициальный нефрит, гематурия, снижение потенции.
Аллергические реакции
Пурпура, крапивница, эксфолиативный дерматит, мультиформная экссудативная эритема, васкулит, некротизирующий ангиит, кожный зуд, озноб, лихорадка, фотосенсибилизация, анафилактический шок.
Со стороны органов кроветворения
Лейкопения, тромбоцитопения, агранулоцитоз, апластическая анемия.
Со стороны водно-электролитного обмена
Гиповолемия, дегидратация (риск развития тромбоза и тромбоэмболии), гипокалиемия, гипонатриемия, гипохлоремия, гипокальциемия, гипомагниемия, метаболический алкалоз.
Лабораторные показатели
Гипергликемия, гиперхолестеринемия, гиперурикемия, глюкозурия, гиперкальциурия. При внутривенном введении (дополнительно) — тромбофлебит, кальциноз почек у недоношенных детей.

## Передозировка
Симптомы: снижение артериального давления, коллапс, шок, гиповолемия, дегидратация, гемоконцентрация, аритмии (в том числе AV блокада, фибрилляция желудочков), острая почечная недостаточность с анурией, тромбоз, тромбоэмболия, сонливость, спутанность сознания, вялый паралич, апатия. Лечение: коррекция водно-солевого баланса и КОС, восполнение ОЦК, симптоматическое лечение. Специфического антидота нет.

## Особые указания
На фоне курсового лечения необходимо периодически контролировать артериальное давление, концентрацию электролитов в плазме (в том числе Na+, Ca2+, K+, Mg2+), КОС, остаточного азота, креатинина, мочевой кислоты, функции печени и проводить, при необходимости соответствующую коррекцию лечения (с большей кратностью у больных с частой рвотой и на фоне парентерально вводимых жидкостей). Пациенты с гиперчувствительностью к сульфаниламидам и производным сульфонилмочевины могут иметь перекрестную чувствительность к фуросемиду. Больным, получающим высокие дозы фуросемида, во избежание развития гипонатриемии и метаболического алкалоза нецелесообразно ограничивать потребление поваренной соли. Для профилактики гипокалиемии рекомендуется одновременное назначение препаратов K+ и калийсберегающих диуретиков (прежде всего спиронолактона), а также придерживаться диеты, богатой K+. Повышенный риск развития нарушений водно-электролитного баланса отмечается у больных с почечной недостаточностью. Подбор режима дозирования больным с асцитом на фоне цирроза печени нужно проводить в стационарных условиях (нарушения водно-электролитного баланса могут повлечь развитие печеночной комы). Данной категории больных показан регулярный контроль электролитов в плазме. При появлении или усилении азотемии и олигурии у больных с тяжелыми прогрессирующими заболеваниями почек рекомендуется приостановить лечение. Выделяется с молоком у женщин в период лактации, в связи с чем целесообразно прекращение кормления. У больных сахарным диабетом или со сниженной толерантностью к глюкозе требуется периодический контроль за концентрацией глюкозы в крови и моче. У больных в бессознательном состоянии, с гипертрофией предстательной железы, сужением мочеточников или гидронефрозом необходим контроль за мочеотделением в связи с возможностью острой задержки мочи. В период лечения следует избегать занятий потенциально опасными видами деятельности, требующими повышенного внимания и быстроты психомоторных реакций.

## Взаимодействие
Повышает концентрацию и риск развития нефро- и ототоксического действия цефалоспоринов, аминогликозидов, хлорамфеникола, этакриновой кислоты, цисплатина, амфотерицина В (вследствие конкурентного почечного выведения). Повышает эффективность диазоксида и теофиллина, снижает — гипогликемических лекарственных средств, аллопуринола. Снижает почечный клиренс препаратов Li+ и повышает вероятность развития интоксикации. Усиливает гипотензивное действие гипотензивных лекарственных средств, нервно-мышечную блокаду, вызванную деполяризующими миорелаксантами (суксаметоний) и ослабляет действие недеполяризующих миорелаксантов (тубокурарин). Прессорные амины и фуросемид взаимно снижают эффективность. Лекарственные средства, блокирующие канальцевую секрецию, повышают концентрацию фуросемида в сыворотке крови. При одновременном применении ГКС, амфотерицина В повышается риск развития гипокалиемии, с сердечными гликозидами возрастает риск развития дигиталисной интоксикации вследствие гипокалиемии (для высоко- и низкополярных сердечных гликозидов) и удлинения T1/2 (для низкополярных). НПВП, сукральфат снижают диуретический эффект вследствие ингибирования синтеза Pg, изменения концентрации ренина в плазме и выделения альдостерона. Прием салицилатов в больших дозах на фоне терапии фуросемидом увеличивает риск проявления их токсичности (вследствие конкурентного почечного выведения). Внутривенно вводимый фуросемид имеет слегка щелочную реакцию, поэтому его нельзя смешивать с лекарственными средствами с pH менее 5,5.

## Допинг
Хотя фуросемид сам по себе не является допингом, он применяется в спортивной медицине для выведения запрещённых веществ и как следствие этого сам приравнен к допинговым препаратам и запрещён к применению у спортсменов Всемирным антидопинговым агентством (ВАДА). Кроме того, в некоторых несиловых видах спорта, таких как художественная гимнастика или синхронное плавание, где принципиален вес спортсмена, фуросемид используется в качестве средства похудения, что тоже расценивается как применение допинга.